# مقاطعة موغو
مقاطعة موغو هي مدينة من مدن نيبال. يبلغ عدد سكانها 55,286 نسمة وذلك حسب إحصائيات سنة 2011. تبلغ مساحتها 3535 كم².